# 黑水 (电影)
是2019年美国傳記法律驚悚片，由陶德·海恩斯导演，马里奥·科雷亚和马修·迈克尔·卡纳汉联袂编剧。影片故事蓝本为《纽约时报杂志》2016年的文章《那个成为杜邦梦魇的律师》，作者纳撒尼尔·里奇。另外部分内容出自入围国家杂志奖决赛名单、玛丽亚·布莱克创作的2015年报道《欢迎来到西弗吉尼亚州美丽的帕克斯堡》，以及《The Intercept》“危险的化学品”系列报道。影片讲述主角罗伯特·比洛特发表回忆录《真相揭露》，记述他与杜邦公司长达20年的法律拉锯战。影片由马克·鲁法洛、安妮·海瑟薇、蒂姆·罗宾斯、比尔·坎普、维克多·贾博、梅尔·温宁厄姆、威廉·杰克逊·哈珀和比尔·普尔曼演出。
影片于2019年11月22日由焦点影业有限发行，12月6日大规模上映。影评人给予该片正面评价，其票房成绩为1600万美元。

## 剧情
罗伯·比洛特是美國俄亥俄州辛辛那提的一名企业律师，任职于塔夫脱·斯泰丁纽斯和霍利斯特律师事务所。一天，农民威尔伯·坦纳特找到他，说西弗吉尼亚州帕克斯堡出现了多宗死因不明的案件，很可能跟杜邦公司在当地开设的化工厂有关。他將一大盒录影带交给比洛特，要求查清事实。
实际上，罗伯是一名企业辩护律师，曾帮助多家公司在法律许可范围内排污。尽管如此，他还是带着尊重和友好的态度参观了坦纳特的农场，特别是得知祖母仍住在帕克斯堡。来到农场後，坦纳特告诉罗伯特，农场在过去几年间有190多头母牛患上了诸如内脏肿胀、牙齿发黑、肿瘤巨大等怪病，接二连三死去。在现场，坦纳特开枪击毙了一头浑身肿瘤的疯牛，直面问题的严重性。
罗伯去找和他关系很好的杜邦公司高管，把问题反映给公司的律师菲尔·唐纳利。菲尔称自己不理解事件的细节，但会尽可能帮助罗伯特。罗伯特提起了小型诉讼，经合法途径搜集杜邦在当地倾倒化学品的证据。不过，他没找到任何有用的线索，但突然想到毒害坦纳特家奶牛的化学品可能根本不受美国国家环境保护局的规管，难怪在查询环保局的报告清单时没有找到药品的名字。在老板汤姆·特普很不情愿的同意下，罗伯特迫使杜邦交出所有資料，一时致使菲尔和罗伯特关系陷入紧张。为了掩盖事实，杜邦公司向罗伯特寄去数百箱文件，要他帮忙销毁证据，但罗伯特反而仔细检查了证据，发现了许多关于全氟辛酸的资料，而这种化学品未被化学参考书提及。
一天半夜，孕妻莎拉发现罗伯特将家里的地毯撕碎，还把所有平底锅翻了出来。罗伯特说这些东西有毒，被莎拉认为在发疯。罗伯特说，他深挖了杜邦公司的文件，发现他们在用全氟辛酸生产。这种材料最初用来生产军用坦克，后来用在美国家家户户的不沾锅上。几十年来，杜邦一直在测试这种材料的影响，包括在动物及他们的员工身上。研究表明，这种材料会诱发动物和人体出现癌症，而在他们的生产线上工作的女工，生下来的婴儿都夭折了，但是他们对此从来没说过一句话，反而在坦纳特家农场的河流上游倾倒了数百加仑有毒污泥。更加糟糕的是，全氟辛酸和类似的化合物属于持久性有机污染物，会一直留在血液中，并且随着时间推移慢慢积聚。由于所有东西都有特氟龙，从不沾锅到塑膠，每位美国人的血液中可能就有这种化合物。
与此同时，坦纳特正式对杜邦发起诉讼。由于杜邦是当地民众最大的雇主，坦纳特在社区中成了人人避之而不及的对象。坦纳特的房子破了，他也病了。罗伯特带着证据去找他，说服他跟杜邦达成正在提出的和解协议，但坦纳特坚决走法律途径，不愿意沉默，他说自己和妻子已经罹患癌症。罗伯特深感罪恶，所以他带坦纳特去和解时，暗中写简报记述杜邦公司的证据，把报告寄给了环保局和司法部等部门。最终，环保局向杜邦罚款1,650万美元。
然而，罗伯不满意结果，表示帕克斯堡的居民余生都受到了杜邦公司全氟辛酸的戕害。他发起大型的集体诉讼，要求对帕克斯堡所有的居民进行医学检测。然而，当地居民基格斯打电话给罗伯特，说杜邦写信通知居民有全氟辛酸存在，已经启动时效法规，后续行动一个月内会展开。
虽然全氟辛酸不受法律监管，他们还是主张杜邦应承担法律责任，因为水体中的全氟辛酸含量超出杜邦内部文件十亿份之一的安全标准。杜邦方表示，他们做了一项新的研究，表示安全值为一亿份之一百五十。杜邦公司的操作震惊了罗伯特，引发当地居民抗议，而相关的新闻也成了全国事件。迫于压力，杜邦公司提出7,000万美元的和解金。至于医学检测，法律要求只有在科学家证明全氟辛酸致病的情况下才能进行，因此有独立研究机构研究了全氟辛酸的效果。如果结果证明居民的指控属实，杜邦必须赔偿。为了拿到实验的数据，这间机构让居民先抽血再拿和解金，将近7万名居民参与了研究。
七年过去了，研究的结果还没有出来，倒是坦纳特去世，基格一家遭受骚扰。而罗伯特面临极大的财务压力，他一方面为案件达成有利结果四处奔波，另一方要向科学专家提供资金支持。事务所给他发的工资一降再降，夫妻关系日趋紧张。后来汤姆告诉他薪水还要降，罗伯特被气得发抖，瘫倒在地上。经医生检查，罗伯特有缺血现象，患上了小中风，需要服用新药，同时避免焦虑。莎拉要汤姆不要再打击帮助别人的罗伯特。
最终，研究所联系上罗伯特，告诉他全氟辛酸引起多种癌症和其他疾病。在和家人吃晚饭时，罗伯特得知杜邦公司完全违背了庭上达成的协议，非常生气，说坦纳特告诉过他，世上根本没有正义，他一开始还不相信。罗伯特决定代表每个家庭向杜邦一次次发起诉讼，总数达3,535起。演职员表后的字幕显示，罗伯特打赢了前三场诉讼，获得数百萬美元的补偿，最终杜邦公司同意就集体诉讼赔偿6.71亿美元。另外全氟辛酸存在于地球99%生命体的血液中，而除了它，仍有数千种化学品未受到法律规管。

## 阵容
- 马克·鲁法洛 饰 罗伯特·比洛特（英语：Robert Bilott）
- 安妮·海瑟薇 饰 莎拉·比洛特（Sarah Bilott）
- 蒂姆·罗宾斯 饰 汤姆·特普（Tom Terp）
- 比尔·坎普（英语：Bill Camp） 饰 威尔伯·坦纳特（Wilbur Tennant）
- 維克多·賈博 饰 菲尔·唐纳利（Phil Donnelly）
- 梅尔·温宁厄姆 饰 达琳·基格（Darlene Kiger）
- 比尔·普尔曼 饰 哈里·戴兹勒（Harry Deitzler）
- 威廉·傑克森·哈珀 饰 詹姆斯·罗斯（James Ross）
- 路易莎·克劳斯（英语：Louisa Krause） 饰 卡拉（Karla）

## 制作
2018年9月21日，消息指陶德·海恩斯执导该片。其时，影片名《Dry Run》，由马修·迈克尔·卡纳汉编剧，参与者影业制作，马克·鲁法洛制片。2018年11月，鲁法洛正式宣布参演该片。
2019年1月，安妮·海瑟薇、蒂姆·罗宾斯、比尔·坎普、維克多·賈博、梅尔·温宁厄姆、威廉·杰克逊·哈珀和比尔·普尔曼加盟该片，杀手影业制片人克里斯汀·瓦雄和帕米拉·科夫勒（Pamela Koffler）制片。主体摄影于2019年1月14日在俄亥俄州辛辛那提展开。

## 发行
2019年11月22日，影片有限上映，12月6日大规模上映。

## 评价

### 票房
截至2020年2月21日，影片北美票房1110万美元，海外票房250万美元，全球合计1360万美元。首周末在四家剧院上映，场均票房25651美元，合计102656美元。次周末扩展到94家剧院，票房63万美元。第三个周末进一步在2012家剧院扩映，票房410万美元，其后第四周获得190万美元。

### 专业评价
根據爛番茄236條評論（211條好評，25條差評），新鮮度89%，平均得分7.3／10。网站共识写道：“《黑水風暴》有力重现了一个令人恼怒的真实渎职案例，在猛烈责备肇事者的同时，纪念了受害者。”Metacritic38條評論，平均分73分（滿分100），表示“普遍好评”。影院评分观众投票结果为“A–”（评分等级为A+到F），PostTrak平均分3.5/5星，观众推荐度60%。

### 经济影响
陶氏杜邦早年间拆分的杜邦公司，2019年下半年继续亏损。投资者越来越担心旧杜邦的含氟聚合物产品可能亏损。影片于11月12日上映后，杜邦股价从72.18，下挫7.15点，跌至65.03。尽管该投资组合如今是Chemours的一部分，两家公司也解决了片中所指的公共健康官司，Chemours还是起诉了杜邦，表示这家前母公司在未能真诚地制定财务预测，背负了严重的债务。Chemours预估需要支付2亿美元赔偿北卡罗来纳州当地另一家全氟辛酸制造厂造成的环境损害。此前西弗吉尼亚州和俄亥俄州的案件赔偿了6.71亿美元，款项由两家公司承担。
杜邦的总裁马克·道尔（Marc Doyle）、行政人员和投资者在内部声明中表示，影片大多数内容并不属实，杜邦被误解成敌人。道尔表示，之所以在内部发表声明，是因为眼下与公众对抗没有好处，只会招来越来越多的注意。行政主席艾德·布林（Ed Breen）未评论杜邦是否会就电影采取法律行动，但他告诉投资者：“很明显，我们的很多法律人士正在研究这个问题。”影片指责的许多高管仍在或是最近在杜邦工作。3M表示影片发行当天股价没有大变动，但正在度过艰难的一年，预测是此前生产的全氟辛酸可能引发诉讼，继而导致潜在亏空引发的。3M在2018年1月28日的收盘价为256.01美元，而到2019年12月1日，股价已跌至168.27美元。

### 奖项
| 大奖   | 典礼日期       | 奖项             | 获得人                                                           | 结果 | 参考   |
| ------ | -------------- | ---------------- | ---------------------------------------------------------------- | ---- | ------ |
| 卫星奖 | 2019年12月19日 | 最佳戏剧类男主角 | 马克·鲁法洛                                                      | 提名 | [ 24 ] |
| 卫星奖 | 2019年12月19日 | 最佳改编剧本     | 马里奥·科雷亚（Mario Correa）、马修·迈克尔·卡纳汉、纳撒尼尔·里奇 | 提名 | [ 24 ] |